# ゴッド・シャムゴッド
ゴッド・シャムゴッド（God Shammgod, 1976年4月29日 - ）は、アメリカ合衆国の元プロバスケットボール選手。NBAのワシントン・ウィザーズなどでプレーしていた。NBAでのキャリアは非常に短いものの史上最高のボールハンドラーの一人とされており、自身の名を冠したドリブルムーブ「シャムゴッド」は現在でも広く使用されている。

## 来歴

### ハイスクール
高校時代はメッタ・ワールド・ピースとチームメイトであり、AAUでは一時期コービー・ブライアントともチームメイトであった。

### カレッジ
プロビデンス大学に進学して2年間プレーした。2年目の1996-97シーズンにはNCAAトーナメントでベスト8まで勝ち上がったが、準々決勝でマイク・ビビー擁するアリゾナ大学に敗れた。

### ワシントン・ウィザーズ
1997年のNBAドラフトにおいて、2巡目・全体45位でワシントン・ウィザーズから指名され入団した。
1年目の1997-98シーズンに20試合に出場したが、2年目は一試合も出場せず、そのまま退団した。

### 海外など
その後はアメリカ国内のセミプロリーグやCBAなどの海外リーグでプレーし、2009年に現役引退した。

### 現役引退後
2012年に母校プロビデンス大学に再入学し、2015年5月に学士号を取得した。その間はバスケットボールチームの選手育成コーチも務め、ブライス・コットンやクリス・ダンらを指導した。
2019年からは、NBAのダラス・マーベリックスで選手育成コーチを務めている。

## 人物
「ゴッド・シャムゴッド」という珍しい名前から幼少期はよくからかわれており、本人もそれを嫌って高校卒業までは母親の旧姓を取って「シャムゴッド・ウェルズ」と名乗っていた。大学では本名で登録しなければならず、本名を変更するためには600ドル支払わなければならなかったため、以降は本名を名乗るようになった。

## NBA個人成績

### レギュラーシーズン
| シーズン | チーム | GP | GS | MPG | FG%  | 3P%  | FT%  | RPG | APG | SPG | BPG | PPG |
| -------- | ------ | -- | -- | --- | ---- | ---- | ---- | --- | --- | --- | --- | --- |
| 1997–98  | WAS    | 20 | 0  | 7.3 | .328 | .000 | .767 | .4  | 1.8 | .4  | .1  | 3.1 |
| Career   | Career | 20 | 0  | 7.3 | .328 | .000 | .767 | .4  | 1.8 | .4  | .1  | 3.1 |

### プレーオフ
- 出場なし